# Jean d'Haussonville
Jean d’Haussonville, né le 21 janvier 1968 à Paris, est un diplomate français.
Négociateur international et administrateur d’affaires culturelles, il a été en poste au ministère des Affaires étrangères (Berlin et Bruxelles), conseiller auprès du ministre de la Culture et de la Communication. Il est de janvier 2010 à janvier 2023 directeur général du domaine national de Chambord, établissement public industriel et commercial et commissaire à l’aménagement du domaine national de Rambouillet de mai 2012 à janvier 2013.
Il est nommé ambassadeur français à Monaco le 7 juillet 2023.

## Biographie

### Études
Ancien élève de l’ENA en 1995, promotion René Char, Jean d'Andlau de Cléron d'Haussonville, a auparavant acquis une formation administrative à l’Institut d’études politiques de Paris (1985-1988) puis en gestion bancaire (DESS Paris-IX-Dauphine 1989), avant d’effectuer son service militaire comme officier à l’escadrille des sous-marins de la Méditerranée pendant 18 mois.

### De 1995 à 2001: début de carrière
Jean d’Haussonville commence dans les équipes du ministère des Affaires étrangères ; il est alors chargé de la défense des essais nucléaires français (1995-1997), avant de rejoindre la représentation permanente de la France auprès de l’Organisation du traité de l'Atlantique nord (OTAN) à Bruxelles. Pendant quatre ans, il est le représentant de la France dans des groupes d’experts politico-militaires chargés de concevoir l’Europe de la Défense et la doctrine stratégique de l’OTAN.

### De 2001 à 2004: secrétariat aux affaires européennes
De 2001 à 2004, il est chef du secteur de l’élargissement de l’Union européenne dans un service directement rattaché au Premier ministre, le SGCI (aujourd’hui secrétariat aux affaires européennes). Il est alors responsable de la préparation des arbitrages rendus au nom du Premier ministre sur les positions françaises pour l’ensemble des négociations d’adhésion des dix nouveaux États membres (Pologne, Roumanie, Hongrie...).

### De 2004 à 2007: négociations pour la création d’un musée du Louvre à Abou Dabi
En 2004, Jean d’Haussonville est appelé par Renaud Donnedieu de Vabres, ministre de la Culture et de la Communication, à rejoindre son cabinet pour coordonner les affaires européennes et internationales du ministère. Il monte les « Rencontres pour l’Europe de la culture » qui réunissent en mai 2005 plus de 600 artistes, intellectuels et ministres européens de la Culture, en présence du président de la République Jacques Chirac, du président de la Commission européenne José Barroso et du président du Conseil européen Jean-Claude Juncker, en pleine campagne sur le référendum européen. Il participe également à la création du Label européen du patrimoine que le ministre français de la Culture lance en mars 2007 sur l’Acropole, en présence du président de la République hellénique. Enfin, il participe aux négociations qui conduisent à la création d’un musée du Louvre à Abou Dabi.

### De 2007 à 2009: conseiller culturel de l’ambassade de France en Allemagne
De 2007 à 2009, il est nommé à Berlin en qualité de conseiller culturel de l’ambassade de France. Il est responsable des établissements scolaires français en Allemagne et de la coopération universitaire, reçoit pour mission de réorganiser le réseau des instituts culturels français en Allemagne en fusionnant 12 équipes et 12 budgets autonomes en un seul établissement dépendant de l’ambassadeur, l’Institut français d’Allemagne.

### De 2010 à 2023: directeur général du domaine national de Chambord
Le 1er janvier 2010, Jean d’Haussonville prend la direction générale du domaine national de Chambord. Sa nomination par le président de la République Nicolas Sarkozy, sur contreseing des ministres chargés de la Culture, de l’Agriculture et de l’Environnement, est intervenue au conseil des ministres du 9 décembre 2009. Il est reconduit en 2014 par François Hollande.
Dès son arrivée à Chambord, Jean d’Haussonville a, sur les financements de l’établissement, produit une programmation culturelle : festival de musique, lectures de romanciers et de poètes contemporains, résidences de plasticiens, de compositeurs et d’écrivains, interventions en milieu scolaire (convention avec le rectorat, Éducation artistique et culturelle EAC), expositions contemporaines (par exemple en juin 2017, « Pompidou, une aventure du regard » en relation avec le centre Pompidou à l’occasion de son quarantième anniversaire).
Des partenariats internationaux sont conclus : en Europe avec Venaria Reale à Turin, dans le cadre de l’Association des résidences royales européennes ; en Inde, à la demande de l’ambassadeur Francois Richier, avec le palais-cité d’Udaïpur ; et surtout, en Chine, dans le cadre du cinquantième anniversaire de la reconnaissance de la Chine populaire par la France, par un jumelage avec les Palais d’été de Pékin, rejoignant en cela le château de Versailles qui, à l’initiative de Catherine Pégard, est jumelé avec la Cité interdite.
En juin 2016, à la suite de la crue exceptionnelle dans la région Centre-Val de Loire, le château de Chambord est resté fermé cinq jours et a subi d'importants dégâts. La ministre de la Culture Audrey Azoulay se rend sur place pour évaluer les dégâts (1,5 million d’euros) et prendre connaissance du projet de restitution des jardins à la française du château.
Commandé par le domaine national de Chambord à l’initiative de Jean d’Haussonville, le projet a été validé en son principe par le président de la République lors de sa visite à Chambord en décembre 2014 et sur le plan scientifique par la commission nationale des monuments historiques en février 2015.
Ce projet s’est également concrétisé grâce au mécénat de Stephen Schwarzman, philanthrope américain engagé dans la préservation de l’héritage culturel universel. 16 années d’études et croisements de données scientifiques à partir d’archives, plans anciens, gravures et recherches archéologiques ont confirmé très précisément les emplacements figurant dans les plans du XVIIIe siècle.
Le président de la République François Hollande inaugure avec Jean d’Haussonville les jardins à la française en mars 2017.
En mars 2018, Jean d'Haussonville fait partie de la délégation officielle du voyage d'Emmanuel Macron en Inde. Selon Didier Rykner de La Tribune de l'art, Jean d'Haussonville veut entreprendre « la restitution des plombs et dorures des lanternons de Chambord », un projet, rejeté à l'unanimité par la Commission nationale des monuments historiques mais appuyé par Emmanuel Macron, et qui aurait pour conséquence des « travaux qui consisteront à refaire des toitures encore en très bon état » au prix de 4 millions d’euros,.
Fin 2018, Jean d’Haussonville et les équipes du domaine national de Chambord lance une programmation spéciale pour fêter, en 2019, les 500 ans du lancement de la construction du château. Il annonce les différents temps fort de l’événement en novembre 2018 :
- La création des jardins-potagers ;
- La création d’un décor de la cour itinérante ;
- La restauration des lanternons du château ;
- Un colloque international sous l'égide de l'UNESCO ;
- Une exposition « L'utopie à l'œuvre », avec des feuillets originaux du Codex Atlanticus de Léonard de Vinci ;
- Un festival électro ;
- L’accueil de 500 cavaliers en juin 2019 ; une clôture avec de nombreuses animations pour le 6 septembre 2019[25].

Le 14 juin 2019, il inaugure en présence de Jacques Garcia les décors de la cour itinérante du domaine national de Chambord.
Fin 2019, Jean d'Haussonville est renouvelé à la direction générale du Domaine national de Chambord pour trois années supplémentaires. Il se voit également confier une nouvelle mission : il participera au projet de Cité internationale de la langue française à Villers-Cotterêts. Il devra définir les orientations sur l’organisation et le fonctionnement de ce site.
Début 2020, Chambord bat son record de fréquentation en 2019, avec l’accueil de plus de 1,13 million de visiteurs.
À partir de mars 2020, en raison de la pandémie de Covid-19, le château de Chambord est fermé à la visite pendant plusieurs mois.
Le 22 juillet 2020, Jean d’Haussonville reçoit, dans le cadre d’une restitution nationale de l’opération  « Quartier d'été 2020 » , le président de la République Emmanuel Macron, Élisabeth Borne, ministre du Travail, de l’Emploi et de l’Insertion, Gérald Darmanin, ministre de l’Intérieur, et Jean-Michel Blanquer, ministre de l'Éducation nationale, de la Jeunesse et des Sports. Les jardins-potagers du domaine national de Chambord sont inaugurés par le président de la République à cette occasion.
En 2021, le chantier de la restauration des lanternons du château de Chambord a démarré. Ils n’avaient pas été restaurés depuis la fin du XIXe siècle. Cette restauration, d’un investissement de près de 3,8 millions d’euros permise grâce au plan France Relance, est confiée à François Chatillon, architecte en chef des monuments historiques[source insuffisante].
Le 28 juin 2022, Chambord reçoit Sting en concert.
En juillet 2022, le nouveau chai de Chambord est inauguré par Jean d’Haussonville, en présence de Daniel Collay, président de Groupama Paris Val de Loire, mécène principal du projet.
En juillet 2022, Jean d'Haussonville souhaite lancer une expérimentation d’évaluation de la séquestration de carbone en forêt de Chambord et la possibilité de vendre ces crédits carbone à des entreprises françaises. Ce projet a pour objectif de permettre le réinvestissement des revenus générés dans des actions et des expérimentations sur place, au service de l’environnement et de la transition écologique.
En décembre 2022, il se réjouit de l’accord de lancement d’un projet de brasserie artisanale entre le groupe coopératif Axereal et le domaine national de Chambord.
Début janvier 2023, il quitte la direction du domaine national de Chambord après 13 ans de services. Pierre Dubreuil est nommé à la tête du Domaine national de Chambord et prend la suite de Jean d’Haussonville. Les trois ministres saluent l’action menée par Jean d’Haussonville, qui a su donner un nouveau souffle au Domaine, fédérer de nombreux partenaires, locaux comme internationaux, revitaliser la programmation culturelle et mener une politique volontariste de médiation et de transmission,.

### Vie privée
Depuis 2017, il est l'époux de Magdalena de Tornos, sœur cadette de Philomena de Tornos y Steinhart, mariée avec Jean d'Orléans. Le couple a des jumeaux : Alfonso et Drogo, nés à Paris le 28 septembre 2018. Un troisième fils, prénommé Gaspard, naît le 4 juillet 2020 à Blois. Un quatrième fils, Hubert, est né à Vienne le 22 décembre 2021.

## Distinctions
- Chevalier de la Légion d'honneur (2015)
- Officier dans l’ordre national du Mérite (2021)[44]
- Officier des Arts et des Lettres (2019)[45]
- Officier de l'ordre du Mérite agricole (2023)
- Croix d'officier de l'ordre du Mérite de la République fédérale d'Allemagne (Bundesverdienstkreuz)

## Engagement
- Colonel de la réserve citoyenne auprès du 1er régiment de hussards parachutistes